# إشتفان فينكلر
إشتفان فينكلر (بالمجرية: Winkler István) هو عالم نفس وطبيب نفسي مجري، ولد في 8 فبراير 1958 في بودابست في المجر.

## وصلات خارجية
- الموقع الرسمي